# Первенство России по мини-футболу 2015/2016
24-е первенство России среди клубов Высшей лиги проходил с 24 октября 2015 года. Регулярный чемпионат в 4 дивизионах («Центр», «Западная Сибирь», «Урал» и «Юг») и завершился 2 апреля 2016 года. После этого шесть лучших команд  в финальном турнире  разыграли итоговые места и путёвки в Суперлигу. Чемпионом стала команда ««Ишим-Тюмень-2» (Ишим)», победившая в финале «АЛГА-Башнефть» со счётом 5:1.

## Участники
Участниками чемпионата являются 32 команды из 26 городов России:
- «Автодор-Смоленск» (Смоленск)
- «Агроуниверситет СШ-31» (Уфа)
- «Аквамарин» (Новороссийск)
- «АЛГА-Башнефть» (Уфа)
- «Алмаз-АЛРОСА» (Мирный)
- «Атмис» (Пенза)
- «Горячеисточненская ДЮСШ» (Грозненский район)
- «ДЮСШ-Ямал» (Новый Уренгой)
- «Заря» (Якутск)
- «Ишим-Тюмень-2» (Ишим)
- «Комсомол» (Астрахань)
- «Крепость» (Москва)
- «Кристалл» (Бердск)
- «Курган» (Курган)
- «ЛГТУ» (Липецк)
- «Липецк» (Липецк)
- «Мытищи» (Мытищи)
- «Ревда» (Ревда)
- «Самотлор» (Нижневартовск)
- «СДЮСШОР-14» (Саратов)
- «Сибиряк-Д» (Новосибирск)
- «Сигма-К» (Копейск)
- «Синара-ВИЗ-Д» (Екатеринбург)
- «СКА-Елань» (Камышлов)
- «Спартак» (Москва)
- «ССМ» (Сургут)
- «Тюмень-Д» (Тюмень)
- «УГГУ» (Екатеринбург)
- «УГЛТУ» (Екатеринбург)
- «Хазар» (Астрахань)
- «Элекс-Фаворит» (Рязань)
- «Южный Урал» (Челябинск)

## Турнирная таблица регулярного чемпионата
Дивизион "Центр"
| М  | Команда              | И  | В  | Н | П  | Мячи      | ±    | О  |
| -- | -------------------- | -- | -- | - | -- | --------- | ---- | -- |
| 1  | «Спартак»            | 20 | 18 | 2 | 0  | 171 − 51  | +120 | 56 |
| 2  | «Алмаз-АЛРОСА»       | 20 | 14 | 3 | 3  | 147 − 56  | +91  | 45 |
| 3  | «Заря»               | 20 | 10 | 5 | 5  | 141 − 88  | +53  | 35 |
| 4  | «Автодор-Смоленск»   | 20 | 11 | 1 | 8  | 157 − 111 | +46  | 34 |
| 5  | «Мытищи»             | 20 | 9  | 6 | 5  | 132 − 81  | +51  | 33 |
| 6  | «Атмис»              | 20 | 9  | 4 | 7  | 140 − 93  | +47  | 31 |
| 7  | «Липецк»             | 20 | 8  | 3 | 9  | 123 − 103 | +20  | 27 |
| 8  | «СДЮСШОР-14-Саратов» | 20 | 7  | 2 | 11 | 95 − 105  | −10  | 23 |
| 9  | «Элекс-Фаворит»      | 20 | 6  | 4 | 10 | 110 − 94  | +16  | 22 |
| 10 | «ЛГТУ»               | 20 | 2  | 2 | 16 | 62 − 151  | −89  | 8  |
| 11 | «Крепость»           | 20 | 0  | 0 | 20 | 29 − 374  | −345 | 0  |

И — игры, В — выигрыши, Н — ничьи, П — проигрыши, Мячи — забитые и пропущенные голы, ± — разница голов, О — очки

Бомбардиры :
1. Денис Голунов (Автодор-Смоленск) - 48
2. Андрей Панкратов (Атмис) - 43
3. Юрий Циммерман (Спартак) - 33
4. Сафоян Иарзани (Элекс-Фаворит) - 33
5. Антон Искусных (Мытищи) - 29
6. Михаил Лушников (Элекс-Фаворит) - 29

Дивизион "Урал"
| М  | Команда                 | И  | В  | Н | П  | Мячи     | ±   | О  |
| -- | ----------------------- | -- | -- | - | -- | -------- | --- | -- |
| 1  | «АЛГА-Башнефть»         | 20 | 16 | 1 | 3  | 115 − 42 | +73 | 49 |
| 2  | «Кристалл»              | 20 | 14 | 1 | 5  | 97 − 55  | +42 | 43 |
| 3  | «Южный Урал»            | 20 | 14 | 1 | 5  | 97 − 60  | +37 | 43 |
| 4  | «Синара-ВИЗ-Д»          | 20 | 12 | 5 | 3  | 100 − 48 | +52 | 41 |
| 5  | «Сибиряк-Д»             | 20 | 12 | 1 | 7  | 90 − 60  | +30 | 37 |
| 6  | «Сигма-К»               | 20 | 11 | 2 | 7  | 75 − 73  | +2  | 35 |
| 7  | «Агроуниверситет СШ-31» | 20 | 10 | 0 | 10 | 69 − 62  | +7  | 30 |
| 8  | «Ревда»                 | 20 | 4  | 3 | 13 | 60 − 115 | −55 | 15 |
| 9  | «СКА-Елань»             | 20 | 2  | 4 | 14 | 53 − 94  | −41 | 10 |
| 10 | «УГГУ»                  | 20 | 2  | 2 | 16 | 34 − 118 | −84 | 8  |
| 11 | «УГЛТУ»                 | 20 | 2  | 2 | 16 | 58 − 121 | −63 | 8  |

И — игры, В — выигрыши, Н — ничьи, П — проигрыши, Мячи — забитые и пропущенные голы, ± — разница голов, О — очки

Бомбардиры:
1. Никита Иванеко (Кристалл) - 25
2. Фидан Низамутдинов (АЛГА-Башнефть) - 23
3. Дмитрий Солтанович (Южный Урал) - 19
4. Рафик Багдасарян (Кристалл) - 18
5. Михаил Лыжин (УГЛТУ) - 16
6. Антон Белоусов (АЛГА-Башнефть) - 15
7. Евгений Чарушин (Синара-ВИЗ-Д) - 15

Дивизион "Западная Сибирь"
| М | Команда         | И  | В  | Н | П  | Мячи      | ±   | О  |
| - | --------------- | -- | -- | - | -- | --------- | --- | -- |
| 1 | «Ишим-Тюмень-2» | 20 | 16 | 4 | 0  | 121 − 55  | +66 | 52 |
| 2 | «ССМ»           | 20 | 10 | 2 | 8  | 109 − 113 | −4  | 32 |
| 3 | «ДЮСШ-Ямал»     | 20 | 8  | 3 | 9  | 99 − 92   | +7  | 27 |
| 4 | «Самотлор»      | 20 | 8  | 2 | 10 | 115 − 126 | −11 | 26 |
| 5 | «Тюмень-Д»      | 20 | 7  | 3 | 10 | 75 − 72   | +3  | 24 |
| 6 | «Курган»        | 20 | 4  | 0 | 16 | 60 − 121  | −61 | 12 |

И — игры, В — выигрыши, Н — ничьи, П — проигрыши, Мячи — забитые и пропущенные голы, ± — разница голов, О — очки

Бомбардиры:
1. Евгений Жуйков (ССМ) - 39
2. Александр Шитиков (ССМ) - 33
3. Руслан Крец (Самотлор) - 32
4. Сергей Зотов (ДЮСШ-Ямал) - 30
5. Николай Кузнецов (ДЮСШ-Ямал) - 25
6. Вячеслав Богатов (Самотлор) - 24

Дивизион "Юг"
| М | Команда                   | И | В | Н | П | Мячи    | ±   | О  |
| - | ------------------------- | - | - | - | - | ------- | --- | -- |
| 1 | «Хазар»                   | 9 | 7 | 1 | 1 | 47 − 20 | +27 | 22 |
| 2 | «Аквамарин»               | 9 | 5 | 1 | 3 | 27 − 21 | +6  | 16 |
| 3 | «Комсомол»                | 9 | 4 | 0 | 5 | 29 − 29 | 0   | 12 |
| 4 | «Горячеисточненская ДЮСШ» | 9 | 1 | 0 | 8 | 10 − 43 | −33 | 3  |

И — игры, В — выигрыши, Н — ничьи, П — проигрыши, Мячи — забитые и пропущенные голы, ± — разница голов, О — очки

## Финальный турнир[5]
В спорткомплексе подмосковного отеля «Аквариум» прошёл финальный турнир высшей лиги, в котором приняли участие шесть команд.
Изначально планировалось выступление восьми коллективов, но дивизионы «Урал» и Западная Сибирь» делегировали в финал по одному участнику вместо двух.
По итогам жеребьевки всероссийского финала первенства страны в высшей лиге, прошедшей в офисе АМФР, шесть команд, занявшие призовые места в дивизионах «Центр», «Урал», «Западная Сибирь» и «Юг», были разбиты на две группы.
Матчи финального этапа прошли в Московской области на базе сборных команд России по мини-футболу в Красногорске с 25 по 30 апреля. После кругового турнира по две лучшие команды групп вышли в полуфинал и разыграли титул по олимпийской системе.
Группа А
25 апреля. Алга-Башнефть — Спартак — 5:7 (Сафаров, 24, 25, 46. Белоусов, 34. Амиров, 35 — Циммерман, 5, 19. Зинченко, 18, 36. Просветов, 22. Масленый, 28. Абрамов, 37). 
26 апреля. Хазар — Алга-Башнефть — 4:6 (Ихшимбеев, 10. Щепин, 26, 50. Климов, 46 автогол — Д.Большаков, 3, 34. Халиуллин, 31. Сафаров, 25, 36, 37.). 
27 апреля. Спартак — Хазар — 10:1 (Зинченко, 2. Борханов, 9, 14, 14, 23. Масленый, 12. Абрамов, 14. Чернявский, 26. Носов, 38. Просветов, 40 — И.Зайцев, 14).
|                          | 1    | 2   | 3    | И | В | Н | П | О | Мячи  | +:- |
| ------------------------ | ---- | --- | ---- | - | - | - | - | - | ----- | --- |
| 1. «Спартак» (Москва)    |      | 7:5 | 10:1 | 2 | 2 | 0 | 0 | 6 | 17:6  | +11 |
| 2. «АЛГА-Башнефть» (Уфа) | 5:7  |     | 6:4  | 2 | 1 | 0 | 1 | 3 | 11:11 | 0   |
| 3. «Хазар» (Астрахань)   | 1:10 | 4:6 |      | 2 | 0 | 0 | 2 | 0 | 5:16  | -11 |

Группа В
25 апреля. Ишим-Тюмень-2 — Заря — 4:3 (Фурсов, 11. Семикин, 21. Курбатов, 28. Исаев, 44 — Волошин, 16 с 6-м. Посаженников, 36. А.Фёдоров, 50).
26 апреля. Алмаз-АЛРОСА — Ишим-Тюмень-2 — 2:2 (Родионов, 10, 27 с 6-м — Исаев, 32. Семикин, 34).
27 апреля. Заря — Алмаз-АЛРОСА — 3:8 (Пестряков, 14. Солдатенков, 15, 42 — Фомин, 3. Целюх, 17, 28, 37. Ляхов, 20. Родионов, 21. Левин, 32. С.Степанов, 39).
|                            | 1   | 2   | 3   | И | В | Н | П | О | Мячи | +:- |
| -------------------------- | --- | --- | --- | - | - | - | - | - | ---- | --- |
| 1. «Алмаз-АЛРОСА» (Мирный) |     | 2:2 | 8:3 | 2 | 1 | 1 | 0 | 4 | 10:5 | +5  |
| 2. «Ишим-Тюмень-2» (Ишим)  | 2:2 |     | 4:3 | 2 | 1 | 1 | 0 | 4 | 6:5  | +1  |
| 3. «Заря» (Якутск)         | 3:8 | 3:4 |     | 2 | 0 | 0 | 2 | 0 | 6:12 | -6  |

За 5-е место. 29 апреля. Хазар — Заря — 2:4 (Телеушов, 6. Рязанцев, 32 — Посаженников, 16, 33, 37. Костенко, 43).
Полуфиналы. 29 апреля. Спартак — Ишим-Тюмень-2 — 5:5, пен.1:3 (Борханов, 6. Абрамов, 9 с 6-м, 34 с 6-м. Чернявский, 15. Зинченко, 18. Просветов, 60 — Е.Кузьмин, 7. Кунгурцев, 17, 51. Асланян, 23. Фурсов, 26, 42). Алмаз-АЛРОСА — Алга-Башнефть — 1:3 (Целюх, 28 — Белоусов, 35, 47. А.Наумов, 50).
За 3-е место. 30 апреля. Спартак — Алмаз-АЛРОСА — 8:6 (Борханов, 3, 7. Зинченко, 8, 45. Нишнианидзе, 12. Абрамов, 13. Родионов, 28 автогол. Просветов, 50 — Фомин, 15, 48. Левин, 19. Ляхов, 25. С.Степанов, 35. Родионов, 36).
Финал. 30 апреля. Ишим-Тюмень-2 — Алга-Башнефть — 5:1 (Новик, 13. Кунгурцев, 17. Абышев, 23, 25. Исламов, 26 — Д.Большаков, 31).
Бомбардиры: Борханов (Спартак) — 7. Сафаров (Алга— Башнефть), Зинченко — по 6. Абрамов (оба — Спартак) — 5.
Лучшими игроками финального турнира были признаны: лучший вратарь — Александр Александров («Ишим-Тюмень-2»), лучший защитник — Денис Целюх («Алмаз-АЛРОСА»), лучший нападающий — Дмитрий Посаженников («Заря»), лучший бомбардир — Ахмед Борханов («Спартак», 7 мячей), лучший игрок — Виктор Сафаров («Алга-Башнефть»).

## Повышение в классе
Ни один из клубов Высшей лиги 2015/16 не заявился в Суперлигу на следующий сезон